# Farmakon
Farmakon fue una banda finlandesa de death metal progresivo con fuertes influencias de funk y jazz.

## Historia
Todo comenzó en el año 2000 cuando Toni Salmien le enseñó el álbum de Opeth Still Life a Marko Eskola. Toni dijo: "ojalá yo pudiera cantar de esa manera". Estas palabras crecieron en el subconsciente de Marko. Hasta esa fecha no había hecho más que cantar en grupos de funk y nunca había pensado en cantar metal extremo, pero en el invierno del 2000 se enseñó a sí mismo el estilo de canto que utiliza Mikael Åkerfeldt de Opeth solo por la diversión de hacer enojar a Toni. También se dio cuenta de que podía tocar decentemente la guitarra.
Ya para el 2001 habían creado tres canciones y, aunque hubo diferentes opiniones, entraron al estudio pocos meses después de ensayar. Hubo comentarios de terminar con la banda pero decidieron seguir porque estaban teniendo un buen rato y les gustaba su música. Ese mismo año firmarían un contrato con el sello Elitist Records.

## Discografía
- A Warm Glimpse - 2003
- Robin - 2007

## Integrantes
- Marko Eskola - Bajo, Voces (2000)
- Toni Salminen - Guitarra, Voces (2000)
- Matti Auerkallio - Guitarra (2001)
- Lassi Paunonen - Batería (2001)

- Datos: Q3269126